# 斯普林萊克帕克 (明尼蘇達州)
斯普林萊克帕克（英語：Spring Lake Park）是一個位於美國明尼蘇達州安諾卡縣及拉姆西縣的城市。

## 人口
根據2020年美國人口普查的數據，斯普林萊克帕克的面積為5.41平方千米，當中陸地面積為5.17平方千米，而水域面積為0.24平方千米。當地共有人口7188人，而人口密度為每平方千米1,329人。